# Козловский, Леон
Леон Тадеуш Козло́вский (пол. Leon Tadeusz Kozłowski; 6 июня 1892 — 11 мая 1944, Берлин) — польский археолог, политик, премьер-министр Польши в 1934—1935 годах.

## Биография
Во время Первой мировой войны служил в уланском полку. В 1921—1931 и 1935—1939 годах был профессором археологии в Львовском университете. Свободно владел русским, немецким и французским языками.
В 1928—1935 годах — депутат Сейма, в 1935—1939 годах — сенатор. Был министром сельскохозяйственных реформ (1930—1932), позднее работал в министерстве финансов (1932—1933).
С 15 мая 1934 по 28 марта 1935 года был премьер-министром Польши. Временно исполнял обязанности министра внутренних дел после убийства Бронислава Перацкого.
Когда Красная армия вторглась в Польшу, Козловский находился во Львове. 26 сентября 1939 года был арестован работниками НКВД во львовском Этнографическом Музее после доноса Александра Прусевича. Козловского держали в сталинских тюрьмах (с марта 1940 года в Москве), он был подвергнут пыткам, потерял зрение на правый глаз. Приговорён к смерти, но смертный приговор впоследствии был заменён на 10 лет лагеря. По договорённости с Владиславом Андерсом был освобождён, но будучи инвалидом из-за насилия над ним в советских тюрьмах Козловский был не боеспособен и работал квартирмейстером в армии Андерса. Осенью 1941 года дезертировал и бежал к немцам. Был заочно приговорён к смерти полевым судом армии Андерса.
В польской прессе высказывались неподтверждённые предположения, что Козловский предпринимал попытки сформировать коллаборационистское «правительство» Польши, которые не увенчались успехом — немцы не склонны были восстанавливать независимость Польши ни в каком виде. Работал в архиве в Берлине, получил немалую немецкую пенсию, проживал в отеле «Адлон» в Берлине, продолжал этнографическое исследование. В 1943 году участвовал в международной комиссии, расследовавшей Катынский расстрел. Умер от ран, полученных при авианалёте.